# Giovanni Battista Mazzoleni

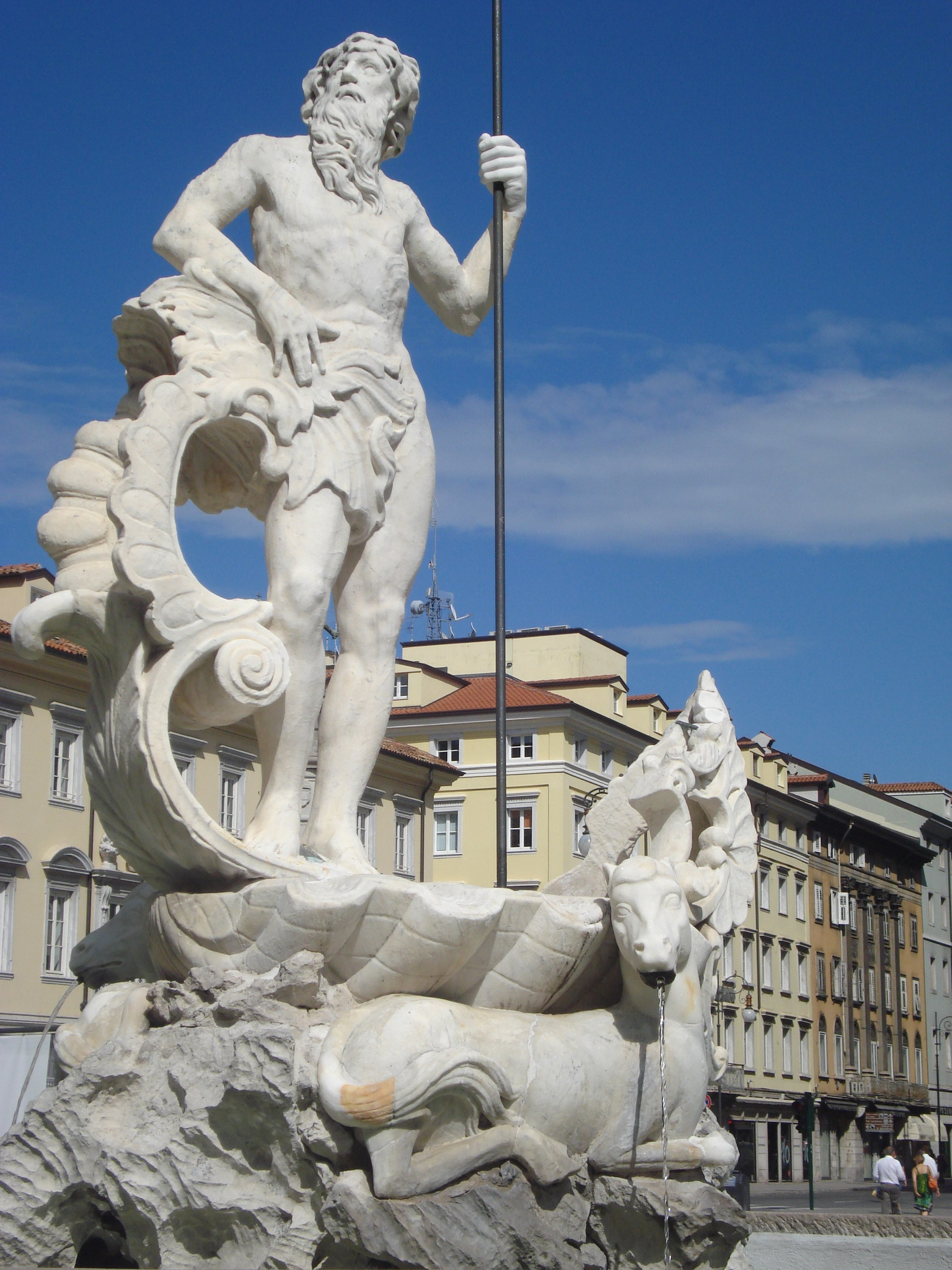
Fontana del Nettuno, Trieste

Giovanni Battista Mazzoleni (Zogno, 22 ottobre 1699 – Zogno, 10 novembre 1769) è stato uno scultore italiano.

## Opere realizzate a Trieste
- Fontana del Giovanin nella Piazza Ponterosso (1753);
- Fontana del Nettuno in Piazza della Borsa (Trieste) (1755);
- Fontana dei Quattro Continenti in piazza Grande, ora Piazza Unità d'Italia (1751-1754).